# Битва при Гуаньду
Битва при Гуаньду (200) — битва між військами китайських воєначальників Цао Цао і Юань Шао, яка відбулася в 200 році біля річки Хуанхе.

## Ситуація напередодні битви
Широкомасштабні бойові дії між Цао Цао і Юань Шао почалися восени 199 року, Юань Шао оголосив своєю метою звільнити імператора Сянь-ді, що знаходився, фактично, під арештом у Цао Цао. Юань Шао володів більш великою армією, проте, авангард його військ вже був розбитий в битві при Байма. Тоді Повстання жовтих пов'язок тимчасово припинило просування військ Цао Цао. Юань Шао перехопив ініціативу і підвів свої війська до переправи Гуаньду.

## Битва
Армія Юань Шао перевершувала армію Цао Цао, як в живій силі, так і в кількості провіанту. Після несподіваної атаки лучників війська Цао Цао відступили і організували оборону біля фортеці Гуаньду. Війська Юань Шао насипали поблизу табору Цао Цао пагорби, спорудили на них дозорні вежі з лучниками і почали обстріл табору супротивника. Виготовивши балісти, армії Цао Цао вдалося заподіяти противнику сильної шкоди. Спроба прорити підземний хід у табір Цао Цао також була припинена виритим навколо табору ровом. Тоді армія Юань Шао взяла табір супротивника в облогу.
Коли запаси провіанту почали закінчуватися, воєначальникам Цао Цао Сюй Хуану з Лі Хуан вдалося зробити вилазку з табору і знищити великий обоз з провіантом, що прямував в табір Юань Шао. Повертаючись, завдяки вчасній  допомозі Чжан Ляо і Сюй Чу, вони розбили послані до палаючого обозу загони Чжан Го і Гао Ланя.
Запаси провіанту армії Юань Шао були зібрані на озері Учао. Замаскувавшись під ворожу армію, загін, очолюваний самим Цао Цао, зайшов до супротивника в тил, вдарив по ворожому табору і підпалив житниці з провіантом. Дізнавшись про напад Юань Шао направив на допомогу до Учао Цзян Цзі з десятьма тисячами воїнів, а Чжан Го і Гао Ланя з п'ятитисячним загоном наказав атакувати Гуаньду. Тим часом Цао Цао знову переодягнув своїх воїнів, замаскувавшись під розбитий біля Учао загін Чуньюй Цюна. Ввівши в оману Цзян Цзи, вони розбили його воїнів і послали з Юань Шао фальшивого гінця, який повідомляв про перемогу. Атака Чжан Го і Гао Ланя на табір була відбита, а після повернення Цао Цао їх загони були оточені і розбиті.
Полководці Чжан Го і Гао Лань, злякавшись, що Юань Шао повірить наклепу і покарає їх, перейшли на бік Цао Цао. Очоливши його армію вони атакували табір Юань Шао. Поширивши чутки про помилкові атаки, Цао Цао вдалося розосередити війська Юань Шао і успішно атакувати його табір. Сам Юань Шао втік. Кінець цього бою змальовано в романі «Трицарство».

## Наслідки
Юань Шао відступив у Цзічжоу. Йому вдалося зібрати розбиту армію і, отримавши підкріплення, від Юань Сі, Юань Таня і свого племінника Гао Ганя, почав готуватися до нової битви. Вона відбулася влітку 201 року при Цантіні.